# Resident Evil 4 (jogo eletrônico de 2023)
Resident Evil 4 é um jogo eletrônico de survival horror de 2023, desenvolvido e publicado pela Capcom. Um remake de Resident Evil 4 (2005), os jogadores controlam o agente americano Leon S. Kennedy, que deve salvar Ashley Graham, filha do presidente dos Estados Unidos, do misterioso culto Los Illuminados. O remake tem um enredo atualizado, novos visuais, personagens, elenco e jogabilidade alterada.
Resident Evil 4 foi lançado para PlayStation 4, PlayStation 5, Windows e Xbox Series X/S em 24 de março de 2023. Versões para o iOS e macOS foram lançadas em 20 de dezembro de 2023. O jogo obteve aclamação da crítica e foi indicado ao prêmio de Ultimate Game of the Year do Golden Joystick Award e Jogo do Ano do The Game Awards. Em março de 2024, o jogo já havia vendido sete milhões de cópias, tornando-se o título da franquia que mais vendeu rapidamente.

## Jogabilidade
Resident Evil 4 é um remake do jogo Resident Evil 4 (2005). Apresenta jogabilidade de tiro em terceira pessoa (TPS) "sobre o ombro" semelhante ao original, enquanto se baseia em remakes de Resident Evil 2 (2019) e Resident Evil 3 (2020). Resident Evil 4 apresenta visuais redesenhados em comparação com o original, projetados para criar uma atmosfera mais tensa, junto com novos designs de personagens e planos de fundo. Oferece seis esquemas de controle, incluindo um com o estilo do jogo original.
Assim como no jogo original, o jogador organiza seu inventário com uma "caixa de anexos". Novidade no remake, um sistema de criação permite ao jogador criar itens e munições usando recursos coletados ao longo do jogo. O Mercador retorna, permitindo ao jogador comprar, atualizar e trocar itens. Fornece novas missões secundárias que podem ser concluídas durante a história principal. Semelhante ao original, o foco principal do combate é atirar nos inimigos e recarregar. No entanto, Leon agora pode se mover e usar armas ao mesmo tempo, permitindo que ele evite ataques enquanto atira. Leon também pode usar chutes circulares para ferir os inimigos e afastá-los, e uma nova mecânica de defesa permite que ele bloqueie e contra-ataque com sua faca.

## Enredo
Após a destruição de Raccoon City em 1998, Leon S. Kennedy torna-se um agente do governo dos Estados Unidos após ser treinado pelo major Jack Krauser. Seis anos depois, Leon é enviado pelo presidente dos Estados Unidos para resgatar sua filha, Ashley Graham, de um vilarejo europeu com a ajuda de Ingrid Hunnigan (Raylene Harewood). Logo após chegar, Leon encontra seus acompanhantes brutalmente assassinados pelos aldeões, que estão sendo controlados pelo parasita Las Plagas ("As Pragas'' em espanhol) e se tornaram membros do culto Los Illuminados (Os Iluminados em espanhol). À procura de Ashley, Leon conhece Luis Serra Navarro (André Peña), que Ingrid confirma ter trabalhado para a Umbrella Corporation. Leon e Luis são capturados pelo chefe da aldeia, Chefe Bitores Méndez, que injeta em Leon o parasita da Plaga. Após escapar do cativeiro, a dupla se separa, com Luis se encontrando com Ada Wong.
Leon resgata Ashley, que também está infectada com Plaga, mas eles são perseguidos por Méndez até que Leon o mata. Com o helicóptero de resgate atrasado devido à chuva, a dupla se retira para um castelo, sem saber que o dono do castelo, Ramón Salazar, os espera para recuperar Ashley. Após enfrentar hordas de cultistas, Ashley acaba sendo controlada pelo Las Plagas e fere Leon com sua faca, o que faz Ashley fugir devido ao medo. Leon reencontra Ada brevemente após seu último encontro em Raccoon City antes de se reunir com Luis, que fornece supressores para as Plagas, avisando que o efeito do supressor é temporário. Após escaparem de uma horda de aldeões que trabalhavam nas minas abaixo do castelo, Luis revela que quer expiar suas ações enquanto trabalhava como pesquisador da Umbrella e cientista dos Los Illuminados. A dupla usa túneis de mineração para chegar à superfície, mas Luis é mortalmente esfaqueado por Krauser, que desertou para Los Illuminados. Leon e Krauser entram em combate, e Luis acaba salvando Leon de ser assassinado por Krauser, o que força Krauser a recuar. Antes de morrer, Luis dá a Leon a chave de seu laboratório pessoal, onde há uma máquina para curar Leon e Ashley. Ao retornar ao castelo, Leon luta e mata Salazar antes de perseguir Krauser e Ashley para uma ilha vizinha.
Leon se reúne com Ashley, mas a dupla conhece Osmund Saddler, o líder dos Illuminados. Ele usa seus parasitas para controlar Ashley e incapacitar Leon, separando-os novamente. Enquanto se movia pelas instalações, Leon descobre que Krauser sequestrou Ashley e a trouxe para a vila por ressentimento contra o governo dos Estados Unidos por lidar com a "Operação Javier", uma missão que ele e Leon sobreviveram por pouco anos antes. Desejando poder, Krauser usa um parasita para se transformar e lutar contra Leon, mas acaba sendo morto por Leon. Após a luta, Leon recebe reforços de um helicóptero de combate controlado por "Mike", que acaba sendo derrubado devido ao ataque de armas biológicas similares à insetos voadores (Novistadors). Leon acaba entrando em um santuário, onde Osmund Saddler revela que seu objetivo é espalhar a palavra dos Los Illuminados para o mundo inteiro. Leon quase sucumbe ao parasita Las Plagas, mas Ada aparece e ajuda Leon e Ashley a fugir. A dupla chega ao laboratório de Luis, onde encontram um dispositivo radioterapêutico criado por Luis para remover o parasita do hospedeiro. Enquanto procuram um meio de fuga, Leon e Ada unem forças para matar Saddler, que deixa cair um frasco do âmbar. Ada pega o frasco e sai em um helicóptero enquanto Leon e Ashley escapam da explosão da ilha em um jet ski.
Ada contata seu chefe, Albert Wesker, para perguntar sobre suas intenções para o frasco. Quando ele promete que um novo amanhecer vai acontecer ao custo de bilhões de baixas, Ada força seu piloto a mudar de rumo.
DLC Separate Ways (Caminhos Distintos)
Antes da chegada de Leon à vila de Val de Lobos, Ada Wong se infiltra no castelo de Salazar para libertar Luis da masmorra do castelo, para que assim Luis comece o objetivo de obter um objeto chamado "Âmbar", um frasco de resina de âmbar contendo uma amostra do parasita Las Plagas. Durante a escapatória, Ada é infectada com um parasita de Plaga único por um dos lacaios de Salazar, Pesanta. Ao tentar se encontrar com Luis e fugir de Pesanta, Ada secretamente auxilia Leon em sua luta contra os aldeões, tocando o sino da igreja. À medida que sua infecção piora, o chefe de Ada, Albert Wesker (Craig Burnatowski), fica cada vez mais irritado e mantendo o olho nela. Ada se reúne com Luis no castelo, que a informa que precisa ajudar Ada, Leon e Ashley a alcançar uma cura contra os parasitas, e a convence a coletar ingredientes para um supressor para retardar as infecções. Para complicar as coisas, a condição de Ada piora ainda mais na presença do Âmbar, forçando a dupla a se separar mais uma vez até que o supressor feito por Luis faça efeito. Enquanto Luis ajuda Leon e Ashley, Ada enfrenta e mata Pesanta, o que a faz vomitar seu parasita. Ada então tenta encontrar Luis novamente, apenas para descobrir que Krauser o matou para recuperar o Âmbar.
Ada então ajuda Leon a chegar às instalações da ilha dos Los Illuminados antes de secretamente colocar um rastreador nele e sair para encontrar Krauser. Ada vê Krauser entregando o Âmbar para Saddler através de um rifle de precisão, mas Wesker a impede e diz para que Ada vá as instalações de segurança da ilha, para assim ativar uma série de explosivos. Ao saber que Wesker pretende explodir a ilha, independentemente da sobrevivência de Ashley e Leon, Ada usa os arquivos de Luis para sabotar as bombas antes de usar o rastreador de Leon para localizar Saddler.  Ela então resgata Leon e Ashley e derrota Saddler, mas ele a pega desprevenida e a captura. Leon finalmente resgata Ada, que se junta a ele para matar Saddler antes de recuperar o Âmbar. Após derrotar Saddler e recuperar o Âmbar, Ada foge de helicóptero e dá a sua chave de jet ski para que Leon e Ashley consigam escapar vivos. Ada contata Wesker para perguntar sobre as suas intenções com o Âmbar. Wesker promete que um novo amanhecer surgirá ao custo de bilhões de vítimas. Ada, enojada, força seu piloto a mudar de rumo.
Wesker fica sabendo da traição de Ada e que a ilha ainda está intacta devido às bombas não terem detonado corretamente. Tendo obtido o corpo de Krauser, Wesker sai de sua sala e observa a ilha destruída, dizendo que "em breve, o sol irá se pôr na era dos homens".

## Vendas
Resident Evil 4 vendeu 3 milhões de cópias em apenas dois dias de lançamento, o que a Capcom descreveu como um ''início sólido'' de vendas. Ultrapassou 4 milhões de unidades em apenas duas semanas. Até julho de 2023, já tinha vendido mais de 5 milhões de cópias.
No Japão, foi o jogo de varejo mais vendido na sua primeira semana com 175.033 cópias, sendo 85.371 no PlayStation 4 e 89.662 no PlayStation 5.